# Hockey Club Davos
L'Hockey Club Davos (abbreviato HC Davos o con la sigla HCD) è una squadra di hockey su ghiaccio avente sede nell'omonima località svizzera, dove fu fondata nel 1921. Milita nella National League, massima divisione del campionato svizzero. I colori sociali rispecchiano lo stemma comunale, giallo e blu. Le partite casalinghe vengono disputate presso la Vaillant Arena, costruita nel 1979, che può contenere 7.080 spettatori.
L'Hockey Club Davos è la squadra più titolata della storia del campionato svizzero di hockey, avendo ottenuto ben 31 titoli nazionali, l'ultimo dei quali nella stagione 2014-2015, oltre a due campionati di Lega Nazionale B e ad uno di Prima Lega, mentre a livello continentale non vanta alcun trofeo. La squadra è famosa in tutto il mondo per l'organizzazione della Coppa Spengler, nata nel 1923, attualmente il più antico torneo internazionale di hockey su ghiaccio per società. I grigionesi hanno vinto 15 edizioni, l'ultima volta nel 2011.

## Storia

### Nascita ed esordi
Nel 1918 nacque l'Hockey-Club Davos grazie all'iniziativa del dottor Kurt Wüst, sebbene la squadra vera e propria vide la luce soltanto nel 1921. Diretto e allenato dal dottor P. Müller, per la prima volta nel 1922 partecipò al campionato svizzero di hockey, fondato nel 1909. Fu nel 1923 che nacque la Coppa Spengler, chiamata così in nome del dottor Carl Spengler, il torneo internazionale per club più antico d'Europa che si disputa tuttora a Davos.

### Il dominio
Nel 1926, soltanto cinque anni dopo la sua nascita, Il Davos per la prima volta si aggiudicò il titolo di campione di Svizzera, continuando a vincere ininterrottamente per quasi tutti gli anni trenta, con nove titoli in dieci anni. Tuttavia fino al 1938 i titoli conquistati furono dichiarati non ufficiali, mentre solo da quell'anno in poi sarebbero stati validi, vista la nascita del campionato professionistico detto Lega Nazionale A. In quegli anni dell'HC Davos rimase celebre il Ni-Sturm, composto da Bibi Torriani, Hans Cattini e il fratello Ferdinand, tutti e tre membri della Hockey Hall of Fame della International Ice Hockey Federation.
Fu quindi nel campionato del 1937-1938 che il Davos conquistò il primo campionato di Lega Nazionale A, ripetendosi ancora nel 1939, e dal 1941 al 1948; altri tre titoli giunsero poi nel 1950, 1958 e nel 1960. Per tutti gli anni settanta la società attraversò una fase di crisi, iniziata nel 1969 con la prima retrocessione della sua storia in Lega Nazionale B.
Fino a tale momento il Davos contava dieci successi nella Coppa Spengler.

### Anni 1980 e 1990
Il club risalì nella Lega Nazionale A nel 1979, dopo dieci anni di purgatorio in B. Effettuati numerosi cambiamenti societari la squadrà sembrò riprendere lo smalto dei primi decenni, conquistando due titoli consecutivi nel 1984 e nel 1985. Nonostante ciò la squadra faro del panorama svizzero incorse nuovamente in una fase di profonda crisi nel corso dei primi anni novanta. Nel giro di un biennio 1989-1990 il Davos passò dalla Lega Nazionale A alla Prima Lega (terza divisione). Per ovviare a questo problema in quegli anni in occasione della Coppa Spengler per la prima volta non giocarono i padroni di casa dell'HC Davos, sostituiti da una delle squadre più forti in quel momento in Svizzera, i Kloten Flyers. Dal 1994 il Davos tornò a competere nella Lega Nazionale A.

### Giorni nostri

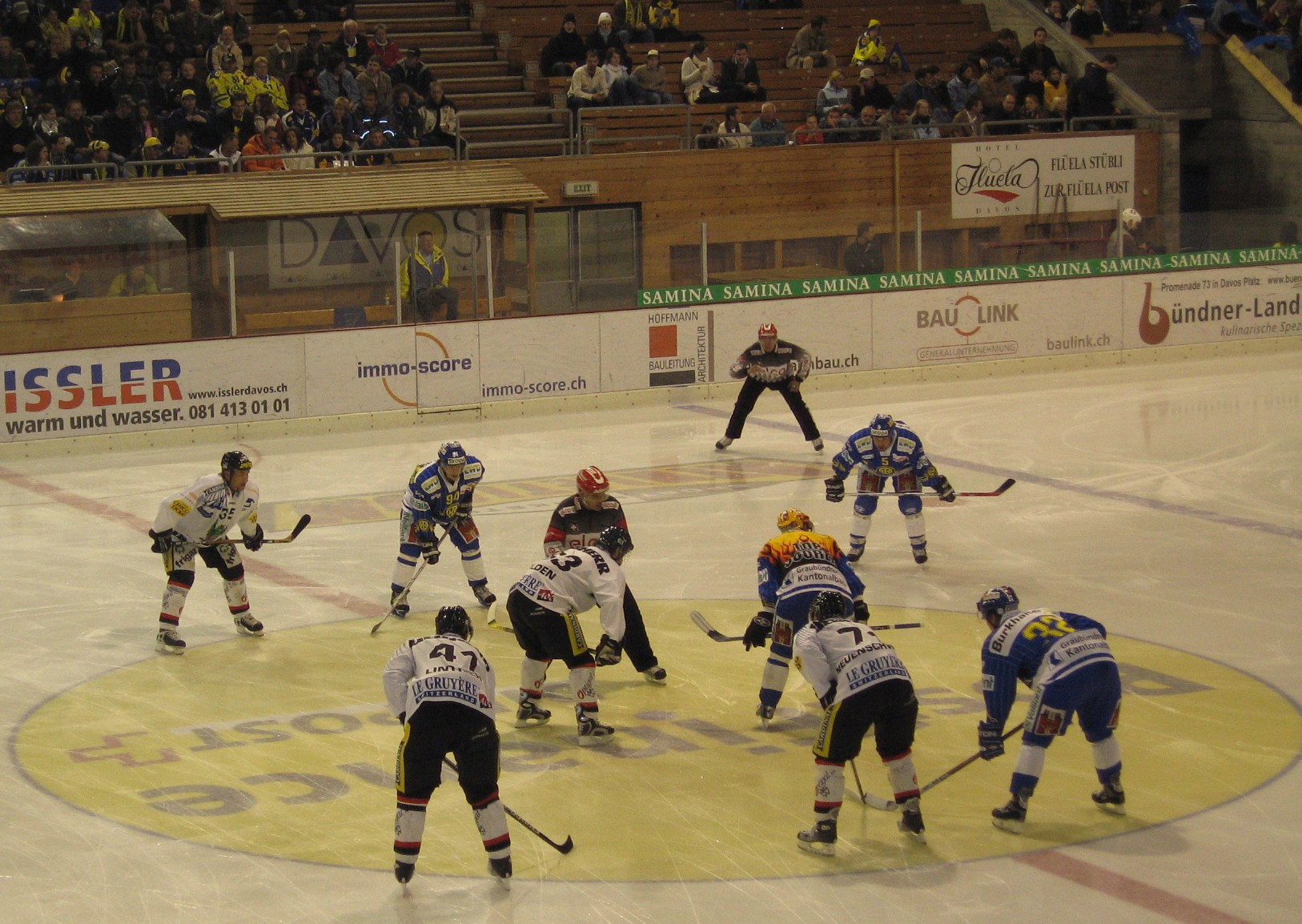
HC Davos contro il Fribourg-Gottéron

Dopo quasi venti anni di digiuno nel 2002 il Davos vinse di nuovo il campionato, dopo due anni consecutivi in cui era riuscito a vincere la Coppa Spengler, trentotto anni dopo l'ultimo successo.
Il ciclo vincente iniziato da Arno del Curto, allenatore dei grigionesi fin dal 1996, portò a due nuovi successi nella Spengler e al ventottesimo titolo nazionale nel 2007.
Il 13 aprile 2009 l'HC Davos conquistò il proprio ventinovesimo titolo, al termine di una serie conclusasi per 4-3 contro i Kloten Flyers. Il dato più importante fu che per la prima volta dall'introduzione dei play-off una squadra riuscì a vincere il campionato dopo aver disputato per tutte le serie 7 gare (quarti di finale vinti 4-3 contro l'HC Lugano e semifinali vinte 4-3 contro il Fribourg-Gottéron). Nel 2011 il Davos raggiunse quota trenta sconfiggendo in Gara-6 ancora una volta i Flyers, arrivando ad ottenere il quinto successo negli ultimi dieci anni, mentre nel mese di dicembre conquistò la quindicesima Coppa Spengler.
L'11 aprile 2015 l'HC Davos riesce a festeggiare il trentunesimo titolo sconfiggendo nella serie di finale dei play-off gli ZSC Lions per 4-1.

## La coppa Spengler
Oltre al campionato il Davos organizza e partecipa nel periodo a cavallo tra il giorno di Santo Stefano e il 31 dicembre alla Coppa Spengler. Il torneo si svolge dal 1923. L'unico modo per prendere parte alla Coppa Spengler è essere invitati dal comitato d'organizzazione. La Spengler rappresenta indubbiamente un'ottima prospettiva di introito per le casse del club che attraverso i ricavi di questa manifestazione riesce a rimanere nelle squadre di vertice dell'hockey elvetico. Il Davos ha vinto la coppa Spengler 15 volte, l'ultima nel 2011.

## Cronologia
- 1920-1921: ?
- 1921-1937: 1º livello

## Rosa
Portieri:
1. #1 Laurin Solèr
2. #29 Sandro Aeschlimann
3. #51 Luca Hollenstein

Difensori:
1. #4 Yanik Lichtensteiger
2. #6 Klas Dahlbeck
3. #11 Pascal Blaser
4. #62 Felicien Du Bois
5. #33 Marco Forrer
6. #42 Tim Grossniklaus
7. #61 Fabian Heldner
8. #90 Sven Jung
9. #47 Simon Kindschi
10. #27 Magnus Nygren
11. #71 Claude Paschoud
12. #32 Noah Schneeberger

Attaccanti:
1. #10 Andres Ambühl
2. #88 Brandon Buck
3. #70 Enzo Corvi
4. #12 Nando Eggenberger
5. #96 Chris Egli
6. #85 Mikael Johansson
7. #21 Mauro Jörg
8. #72 Tino Kessler
9. #13 Robert Kousal
10. #17 Perttu Lindgren
11. #14 Broc Little
12. #97 Jerome Portmann
13. #81 Anton Rödin
14. #18 Grégory Sciaroni
15. #59 Dario Simion
16. #23 Samuel Walser
17. #65 Marc Wieser
18. #56 Dino Wieser

## Lo Stadio

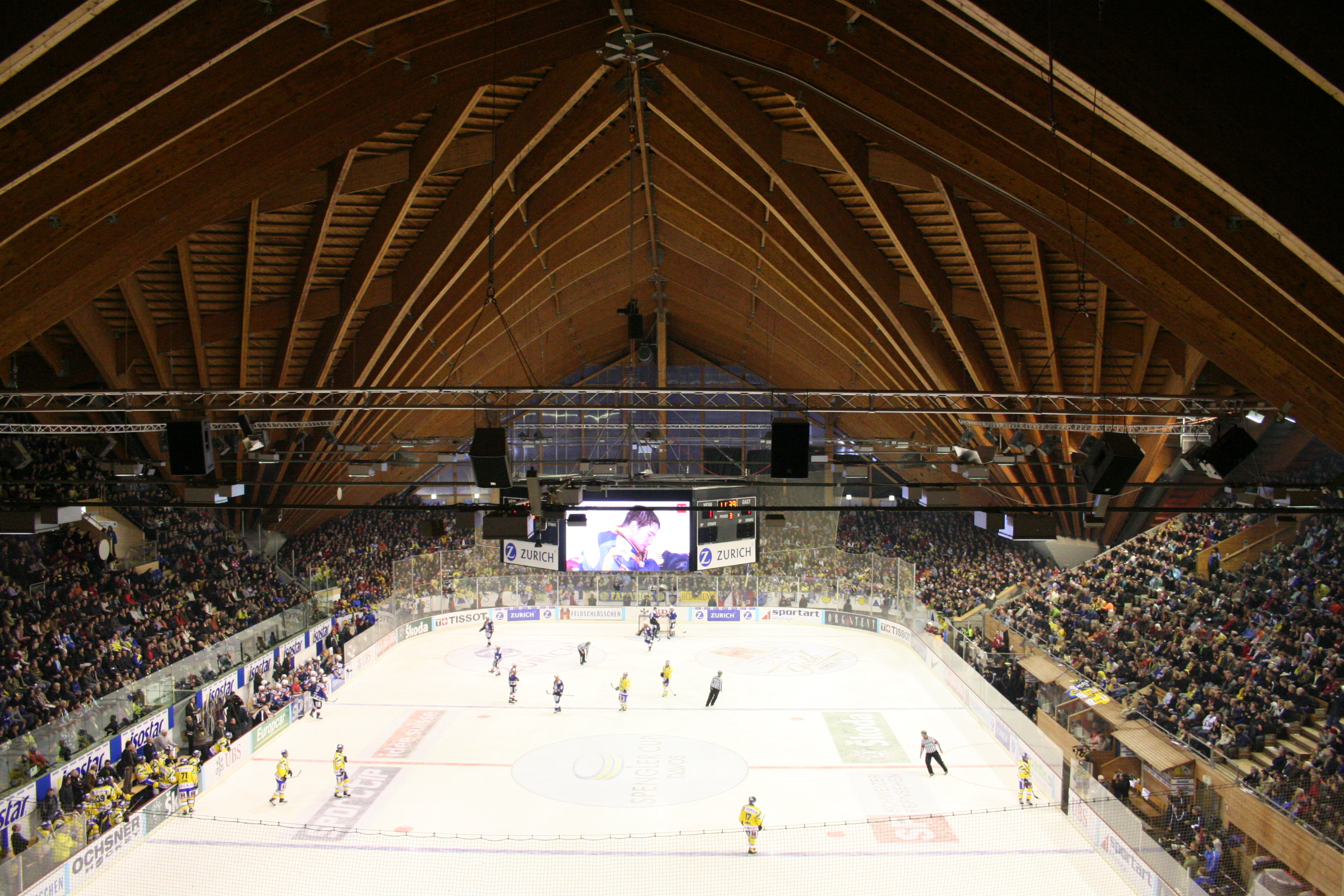
Interno dell'Eisstadion Davos durante una partita dell'HC Davos.

La pista di Davos è di proprietà del Comune. Venne inaugurata nella stagione 1979/80 con il nome di Eisstadion Davos. La sua copertura è un originale capolavoro di carpenteria realizzata completamente in legno. Il 1º gennaio 2007 la ditta Vaillant firmò un contratto di sponsorizzazione valido 12 anni per 3 milioni di franchi e poté ribattezzare col proprio nome l'impianto che divenne così Vaillant Arena. Dal 2018 è tornato al nome originale.

## Giocatori
- Campionato del mondo:

Petteri Nummelin: 1998, 1999
Jonas Höglund: 2004
Rick Nash: 2005
Joe Thornton: 2005
Robin Grossmann: 2013
- Campionato del mondo:

Petteri Nummelin: 2000
Riku Hahl: 2006

## Palmarès

### Competizioni nazionali
Campionato Internazionale: 8
1926-27, 1928-29, 1929-30, 1930-31, 1931-32, 1933-34, 1934-35, 1936-37
 Campionato Internazionale: 5 secondi posti
1923-24, 1924-25, 1927-28, 1932-33, 1935-36
 Campionato Nazionale: 7
1925-26, 1926-27, 1928-29, 1929-30, 1930-31, 1931-32, 1932-33
 Campionato Nazionale: 1 secondo posto
1924-25
- Campionato svizzero: 21:
- 1937-38, 1938-39, 1940-41, 1941-42, 1942-43, 1943-44, 1944-45, 1945-46, 1946-47, 1947-48, 1949-50, 1957-58, 1959-60, 1983-84, 1984-85, 2001-02, 2004-05, 2006-07, 2008-09, 2010-11, 2014-15
- Regular Season (dalla stagione 1985-86): 3:
2001-02, 2006-07, 2010-11
- Campionato svizzero - Lega Nazionale B: 2
1978-79, 1992-93
- Campionato svizzero - Prima Lega: 1
1990-91

#### Altri piazzamenti nazionali
- Campionato svizzero: 11 secondi posti:
1935-36, 1948-49, 1955-56, 1956-57, 1958-59, 1981-82, 1985-86, 1997-98, 2002-03, 2005-06

### Competizioni internazionali
Coppa Spengler: 16
1927, 1933, 1936, 1938, 1941, 1942, 1943, 1951, 1957, 1958, 2000, 2001, 2004, 2006, 2011, 2023
 Coppa Spengler: 6 secondi posti
1924, 1925, 1926, 1929, 1930, 1935
 Coppa Spengler: 1 terzo posto
1931